# Општина Лудош (Сибињ)
Лудош (рум. Ludoş) општина је у Румунији у округу Сибињ.
Oпштина се налази на надморској висини од 357 m.